# Kahra
Kahra, jedna od dviju glavnih skupina Sisseton Indijanaca iz Minnesote. Nisu imali stalnih naselja ali su redovito odlazili na jezero Traverse, a lovišta su im bila na rijeci Red River of the North koja teće granicom Minnesote i Sjeverne Dakote.
Long (1824) za njih piše da žive u finim kožnim tipijima, lijepo obojanim. ostala imena za njih kod ranih autora bila su: Caree (Drake, 1858 ?), Carrees, Careés, Cawras (McIntosh, 1853), Caw-ree (Lewis & Clark, 1806), Lac Traverse Band (Ind. Aff. Rep., 1859, p. 102, 1860), North Susseton (Ind. Aff. Rep., 1839), Sussitongs of Roche Blanche (Pike, 1811), Upper Seesetoans (Sibley, 1852)).